# Kagome, kagome
Kagome, kagome (japanska: かごめかごめ eller 籠目籠目) är en traditionell japansk sånglek av typen oni asobi (鬼遊び?  "oni-lek"). Sången kom till innan Meijiperioden (1868-1912), och leks överallt i Japan.

## Regler
Leken börjar med att en person väljs ut till att vara "oni" (en sorts demon inom japansk mytologi). Onin sätter sig ner och täcker för sina ögon. Övriga deltagande går runt onin i en ring medan de sjunger "Kagome, kagome"-sången. När sången är slut stannar alla upp, och onin ska utan att titta lyckas gissa vem det är som står bakom honom eller henne. Om onin gissar rätt byter han eller hon plats med den person som stod bakom honom eller henne. Om han eller hon istället gissar fel måste han eller hon fortsätta att vara oni även under nästa omgång.

## Sångtext
| Japanska, så som texten återges i Noda i Chiba prefektur | Japanska, så som texten återges i Noda i Chiba prefektur | Svenskspråkig översättning                                                |
| Kanji och hiragana                                       | Romaji                                                   | Svenskspråkig översättning                                                |
| -------------------------------------------------------- | -------------------------------------------------------- | ------------------------------------------------------------------------- |
| かごめかごめ 籠の中の鳥は                                | Kagome kagome / Kago no naka no tori wa                  | Kagome, kagome / Fågeln i buren [eller "fågeln i korgen"]                 |
| いついつ出やる 夜明けの晩に                              | Itsu itsu deyaru / Yoake no ban ni                       | När, när kommer den ut [eller "när, när flyr den"] / Vid gryningens kväll |
| 鶴と亀と滑った                                           | Tsuru to kame ga subetta                                 | Tranan och sköldpaddan halkade                                            |
| 後ろの正面だあれ                                         | Ushiro no shoumen daare                                  | Vem står framför din baksida?                                             |

### Varianter
Sången har regionala varianter; i vissa varianter byts "yoake no ban ni" (夜明けの晩に?  "vid gryningens kväll") ut mot "yoake no bannin" (夜明けの番人?  "gryningens vakt") och "ushiro no shoumen daare" (後ろの正面だあれ?  "vem står framför din baksida") mot "ushiro no shounen daare" (後ろの少年だあれ?  "vem är pojken som står vid din baksida").
Raden om "tranan och sköldpaddan" är ett relativt nytt tillägg; i den tidigaste tryckta versionen av sångtexten nämns varken tranor eller sköldpaddor. Ordet "tsuru", som kan betyda "trana", användes även i den första tryckta versionen, men användes där som ett onomatopoetikon för ljudet som uppkommer när någon halkar.

## Betydelse
Då texten saknar skiljetecken är det oklart vilka fraser som hör ihop med vilka; exempelvis kan "vid gryningens kväll" vara ett svar på "när kommer den ut", men också vara en tidsangivelse för när "tranan och sköldpaddan halkade".

### "Kagome"
Det är oklart vad just "kagome" betyder; i boken Folk Songs of Japanese Children från 1969 skrev Donald Paul Berger att då "kago" (籠?) kan betyda bur och "me" (目?) kan betyda öga, skulle det kunna syfta på en flätad fågelbur, med öppningar i flätmönstret. Han påpekade också att de flesta japaner föreställer sig att "fågeln i buren" som nämns i texten är en fiskmås, då det japanska ordet för fiskmås är "kamome" (カモメ?). Han skrev vidare att "kagome" skulle kunna syfta på den person som sitter i mitten under leken, då det japanska ordet för att huka sig är "kagamu" (屈む?).